# مود كولينز
مود كولينز (بالإنجليزية: Maude Collins)‏ هي شريفة أمريكية، ولدت في 1894، وتوفيت في 1972.